# Just Eat Takeaway
Just Eat Takeaway N.V. (anfänglich Citymeal) ist ein in den Niederlanden formal registrierter Essenslieferdienst, der über seine Onlineportale die Bestellung und Auslieferung der von Partnergastronomien offerierten Mahlzeiten organisiert. Das Unternehmen hat seinen Sitz in Amsterdam und ist unter verschiedenen Namen international aktiv, in Deutschland und Österreich unter der Marke Lieferando und in der Schweiz als Just Eat.

## Geschichte

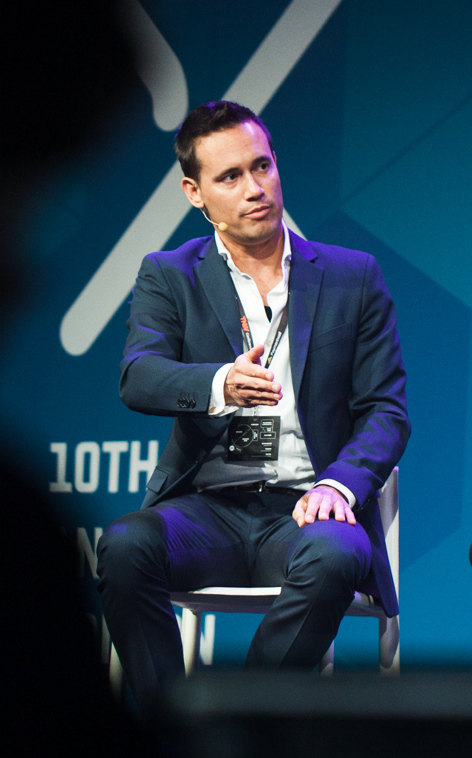
Jitse Groen (2015)

Im Rahmen eines Familienfestes wollte der 21-jährige Student Jitse Groen 2000 im Internet Essen bestellen und konnte nur eine Restaurant-Liste in Amsterdam finden. So kam er auf die Idee, ein Onlineportal zu entwickeln, das verschiedene Lieferdienste bündelt. Groen erwarb am selben Tag die Domäne Thuisbezorgd.nl (für niederländisch thuis bezorgd, auf Deutsch etwa Hauszustellung). Noch im selben Jahr ging der Lieferservice online. 2008 wurde das Unternehmen auch in Deutschland, Österreich und der Schweiz tätig.
2010 wurde Thuisbezorgd.nl in Takeaway.com umbenannt und das Unternehmen ging in Frankreich und dem Vereinigten Königreich an den Markt. Bei einer Finanzierungsrunde 2012 erhielt Takeaway.com 13 Millionen Euro von Prime Ventures. 2014 folgte die Übernahme des deutschen Wettbewerbers Lieferando.de für 50 Millionen Euro.
2018 übernahm Takeaway.com das schweizerische Onlineportal Foodarena.ch vom Wettbewerber Delivery Hero. Ende 2018 gab Takeaway.com bekannt, auch dessen deutsche Dienste Lieferheld.de, Foodora und Pizza.de zu übernehmen. Der Kaufpreis lag bei knapp einer Milliarde Euro.
Mit dieser Übernahme ging im April 2019 auch der Dienst McDelivery an Lieferando.de über. Im September 2022 begann Lieferando in Darmstadt eine Kooperation mit Tegut.
Seit Juni 2019 ist Just Eat Takeaway eine der fünfundzwanzig Aktien des niederländischen Leitindexes AEX.
Ende Juli 2019 kündigte Takeaway.com an, den britischen Wettbewerber Just Eat zu kaufen. Anfang August 2019 wurde die Übernahme bekannt gegeben. Die Aktionäre von Just Eat erhielten pro Anteil 0,09744 Takeaway.com-Aktien. Die Fusion hatte einen Wert von knapp 5,5 Milliarden Euro. Mit gut 52 Prozent erhielten die Just-Eat-Aktionäre die Mehrheit am neuen Unternehmen, während die bisherigen Takeaway.com-Aktionäre knapp 48 Prozent behielten. Der neue Konzern soll Just Eat Takeaway.com heißen. Im Januar 2020 gab es die Nachricht, dass die britische Wettbewerbsbehörde die Übernahme überprüfen wird.
Am 11. Juni 2020 wurde die Übernahme von Grubhub durch Just Eat Takeaway bekannt. Vier Jahre später, am 13. November 2024, wurde Grubhub an die Wonder Group verkauft.
2022 veräußerte Just Eat Takeaway.com ihre Anteile am brasilianischen Lieferdienst iFood und zog sich außerdem aus dem Geschäft in Norwegen und Portugal, sowie Rumänien zurück. 2024 zog es sich vom neuseeländischen und französischen Markt zurück.

## Unternehmen

### Standorte
Just Eat Takeaway ist aktuell, zum Teil über seine Tochtergesellschaften, in 17 Ländern weltweit vertreten. In Europa gehören dazu Belgien, Bulgarien, Dänemark, Deutschland, Irland, Italien, Luxemburg, Niederlande, Österreich, Polen, Schweiz, Slowakei, Spanien und das Vereinigte Königreich. Außerhalb Europas ist das Unternehmen in Australien, Israel und Kanada aktiv.

### Marke

Ehemaliges Logo

Bei der Übernahme von lokalen Marken werden diese sukzessiv durch die Dachmarke ersetzt, im deutschsprachigen Raum so z. B. bei pizza.de und lieferheld.de.

### Tochtergesellschaften
| Land                   | Webseite          | Vormals                                               | Bemerkung |
| ---------------------- | ----------------- | ----------------------------------------------------- | --- |
| Australien             | menulog.com.au    |                                                       | |
| Belgien                | takeaway.com/be   | pizza.be                                              | englisch (insbesondere Essen) mitnehmen |
| Bulgarien              | takeaway.com/bg   | bgmenu.com                                            | auch heute noch unter dem Namen bgmenu.com |
| Dänemark               | just-eat.dk       |                                                       | |
| Deutschland            | lieferando.de     | pizza.de, foodora.de, lieferservice.de, lieferheld.de | spanische Endung -ando; zu Lieferndes |
| Irland                 | just-eat.ie       |                                                       | |
| Israel                 | 10bis.co.il       |                                                       | hebräisch ten bis im Sinne von gib mir einen Bissen |
| Italien                | justeat.it        |                                                       | |
| Kanada                 | skipthedishes.com |                                                       | |
| Luxemburg              | takeaway.com/lu   | pizza.lu                                              | |
| Niederlande            | thuisbezorgd.nl   |                                                       | |
| Österreich             | lieferando.at     | lieferservice.at                                      | |
| Polen                  | pyszne.pl         |                                                       | polnisch für köstlich |
| Schweiz                | just-eat.ch       | takeaway.com/ch, lieferservice.ch                     | Firmenname: eat.ch GmbH, mit Sitz in Zürich. Die Eidgenössische Postkommission PostCom beurteilte im Jahr 2021 die Aktivitäten der Firma als postalische Tätigkeit und damit als meldepflichtig im Sinne des Postgesetzes. |
| Slowakei               | bistro.sk         |                                                       | |
| Spanien                | just-eat.es       |                                                       | |
| Vereinigtes Königreich | just-eat.co.uk    | pizza.co.uk                                           | |

### Anteilseigner
| Stimmanteil | Anteilseigner                                                                                         |
| ----------- | --- |
| 7,24 %      | Gribhold B.V. (gehört Jitse Groen)                                                                    |
| 6,25 %      | Caledonia (Private) Investments Pty Limited (gehört zu 48 % der britischen Unternehmerfamilie Cayzer) |
| 5,88 %      | UBS Group AG                                                                                          |
| 5,13 %      | S.A. Klarman                                                                                          |
| 5,01 %      | BlackRock                                                                                             |
| 4,94 %      | Cat Rock Capital Management LP                                                                        |
| 3,13 %      | Templeton Global Advisors Limited                                                                     |
| 3,08 %      | Eminence Capital, LP                                                                                  |

## Dienst
Takeaway.com agiert als Vermittler zwischen Kunde und Restaurant. Der Kunde kann via Onlineportal oder App Gerichte bestellen. Das bestellte Essen wird direkt zum Kunden geliefert. In Großstädten geschieht dies über Lieferanten von Takeaway.com, dann kann die Lieferung per GPS-Verbindung verfolgt werden, in Kleinstädten übernehmen die Auslieferung die Restaurants meist selbst. Der Kunde kann zwischen verschiedenen Zahlungsmethoden wählen, entweder bar oder online (per Kreditkarte, Sofortüberweisung, PayPal, Apple Pay oder Bitcoin). Für jede vermittelte Bestellung erhält Takeaway.com eine Provision vom Restaurant.
2023 lief eine Kooperation von Lieferando und MediaMarkt an, mit der in Berlin und anderen deutschen Städten die Lieferung von Produkten der Unterhaltungselektronik erfolgen soll. Das Pilotprojekt ist Teil der Handelsstrategie von Just Eat Takeaway.com.

## Kritik

### Höhe der Provision
Die Vermittlerdienste stehen u. a. wegen der Höhe der Provisionen in der Kritik. Auch wenn das Restaurant selbst ausliefert, beträgt die Provision in der Regel 13 Prozent. Lieferando verpflichtet die Restaurants, dieselben Preise zu verlangen, egal ob über Lieferando oder direkt bestellt wurde.

### Schattenwebsites
Anfang 2021 wurde bekannt, dass Lieferando tausende von Websites mit dem Namen von Restaurants, aber ohne deren Wissen angelegt hatte. In ganz Europa waren 120.000 Domains für Restaurants registriert, 50.000 allein in Deutschland. Diese Schattenwebsites wurden von Google teilweise höher platziert als die Websites der Restaurants selbst. Potentielle Kunden wurden so von den tatsächlichen Websites der Restaurants ferngehalten. Das Bundeskartellamt teilte auf Nachfrage mit: „Derzeit führen wir kein Verfahren gegen Lieferando. Wir beobachten die Marktentwicklung aber weiterhin sehr aufmerksam.“ Die Vorsitzende des Deutschen Hotel- und Gaststättenverbandes (DEHOGA), Ingrid Hartges, sieht bei Lieferando „nahezu monopolistische Strukturen“, die „zu einer brutalen Abhängigkeit“ der Gastronomen führten: „Die Gäste sind gut beraten, im Idealfall direkt mit dem Restaurant das Geschäft zu machen“.

### Arbeitsbedingungen
Besonders häufig wird das Unternehmen wegen seiner schlechten Arbeitsbedingungen kritisiert. In Deutschland bezeichnete die Gewerkschaft Nahrung-Genuss-Gaststätten diese als prekär: Viele Angestellte auf Minijob-Basis würden nur knapp über dem damaligen Mindeststundenlohn von zehn Euro bezahlt werden. Sie müssen ihre privaten Mobiltelefone verwenden, bekommen aber die Kosten nicht erstattet. Ein Betriebsratsmitglied versuchte 2020, dies gerichtlich zu erstreiten, am 10. November 2021 entschied das Bundesarbeitsgericht mit Aktenzeichen 5 AZR 334/21, dass dienstliche Arbeitsmittel zu stellen oder zu kompensieren sind.
Die Fahrer werden durch die Scoober-App sekundengenau überwacht. Dies sieht der Datenschutzbeauftragte Stefan Brink kritisch.
Betriebsratswahlen in Münster und Köln wurden von der Führung auf verschiedenen Wegen behindert. Das Lieferando Workers Collective, eine Interessenvertretung der Beschäftigten, wirft dem Unternehmen die Kündigung eines Großteils der Betriebsratsmitglieder aus vorgeschobenen Gründen vor.
2025 kündigte die österreichische Tochter von Just Eat Takeaway allen 850 angestellten Lieferanten und stellte auf „selbständige Fahrer“ um. Die Gewerkschaft ÖGB kritisierte die verringerten Rechte bei Scheinselbständigkeit: Man brauche ein eigenes (E-)Fahrrad, ein Smartphone mit Datentarif, man kann das „Firmenkit“ selbst bestellen, habe keinen Anspruch auf bezahlte Freistellung bei Krankheit oder Urlaub, sei ohne Kündigungsschutz und habe keinen Mindestlohn.
Am 17. Juli 2025 kündigte Lieferando an, auch in Deutschland ab 2026 rund 2000 Fahrer zu entlassen; das entspricht laut Unternehmen rund 20 Prozent aller Mitarbeiter. Man wolle noch stärker mit selbständigen Subunternehmern zusammenarbeiten.